# Coldworker
I Coldworker sono un gruppo svedese brutal death metal con influenze grindcore nati per volere del batterista Anders Jackbson, già fondatore insieme al defunto Mieszko Talarczyk dei grinders svedesi Nasum.

## Il gruppo
Nel gennaio del 2006 dopo circa un anno dalla fine prematura dei Nasum dopo la pubblicazione di Grind Finale (raccolta di demo, rarità e varie), il batterista Anders Jackobson inizia a cercare dei nuovi elementi per dare vita ad una grinding band. Dopo alcuni post sul sito nasum.com, vengono reclutati il chitarrista Anders Bertilsson (Ruin), Oskar Pålsson (Relentless) al basso, ed iniziano così a creare una piccola libreria di idee. Vengono poi reclutati il secondo chitarrista André Alvinzi (Carnal Grief) che introduce riff di matrice tecnica nel substrato grinding death del gruppo, e il cantante Joel Fornbrant (ex-Phobos). Dopo aver provato a far cantare il chitarrista Bertilsson, la band decide che sia meglio avere un cantante singolo e quindi il five-piece così composto continua a lavorare sulle canzoni. L'album di debutto The Contaminated Void esce a fine agosto del 2006 su Relapse Records, registrato negli studi personali della band, mixato dal mastermind svedese Dan Swanö e masterizzato dal guru Peter In De Betou. Il disco si presenta come un assalto frontale di estremissimo death metal con forti scariche grind e con influenze che vanno dai Cannibal Corpse ai Carcass e agli stessi Nasum, sebbene il suono sia distante dalla band madre. Molto curato anche il package e l'artwork del disco. Dopo l'uscita di The Contaminated Void, il gruppo partecipa al “Close-up Made Us Do It” festival con gli Arch Enemy e i Path Of No Return, nonché ad altri shows nella loro Svezia. Agli inizi del 2007 il chitarrista Alvinzi lascia il gruppo e viene sostituito da Daniel Schröder (Ruin).

## Membri attuali
- Anders Jackobson (batteria)
- Anders Bertilsson (chitarra)
- Daniel Schröder (chitarra)
- Oskar Pålsson (basso)
- Joel Fornbrant (voce)

## Membri passati
- Andrè Alvinzi (chitarra)

## Progetti paralleli e collaborazioni
- Nasum (Anders Jackobson)
- Ruin (Anders Bertilsson, Daniel Schröder)
- Relentless (Oskar Pålsson)
- Carnal Grief (Andrè Alvinzi)
- Phobos (Joel Fornbrant)

## Discografia

### Album studio
- 2006 - The Contaminated Void
- 2008 - Rotting Paradise
- 2012 - The Doomsayer's Call

### Split album
- 2007 - Pig Destroyer/Coldworker/Antigama (con i Pig Destroyer e gli Antigama)
- 2009 - Coldworker/Deathbound (con i Deathbound)